# Apanteles pentagonius
Apanteles pentagonius är en stekelart som beskrevs av De Saeger 1944. Apanteles pentagonius ingår i släktet Apanteles och familjen bracksteklar. Inga underarter finns listade i Catalogue of Life.